# 蒂萨河上
《蒂萨河上》（俄语：Над Тиссой）是1958年在苏联上映的一部驚悚片，荣获同年度苏联电影年度票房冠军，观众人数达到了4500万人。影片根据亚历山大·阿夫杰延科的同名小说改编而成，导演是德米特里·瓦西里耶夫。

## 情节概要
1952年，近卫军班长贝洛格拉依在柏林服军役期满，准备回家见他心爱的人，却在途中的一座红军战士墓前被间谍科拉克杀害。科拉克穿上贝洛格拉依的衣服，利用其证件潜入苏联境内，准备进行炸毁蒂萨河铁路桥的破坏活动。苏联边防军与间谍展开了斗争......

## 演员表
| 演员姓名            | 饰演人物     | 备注             | 中文配音 |
| ------------------- | ------------ | ---------------- | -------- |
| 阿法纳西·科切特科夫 | 斯摩洛尔楚克 | 边防军军官       | 陆英华   |
| 塔季扬娜·科纽霍娃   | 捷列吉娅     | 贝洛格拉依的爱人 | 李梓     |
| 瓦连京·祖布科夫     | 科拉克       | 间谍             | 邱岳峰   |
| 弗拉基米尔·古谢夫   | 贝洛格拉依   | 近卫军班长       | 尚华     |
| 尼古拉·克留奇科夫   | 斯杰潘       | 驾驶员           |          |
| 列昂尼德·丘巴罗夫   | 伏洛申科     | 边防军           | 于鼎     |

## 中文译制
1959年由上海电影译制厂引进，同年10月在北京上映。